# Poinsett County
Poinsett County är ett administrativt område i delstaten Arkansas, USA. År 2010 hade countyt 24 583 invånare. Den administrativa huvudorten (county seat) är Harrisburg.

## Geografi
Enligt United States Census Bureau så har countyt en total area på 1 976 km². 1 960 km² av den arean är land och 16 km² är vatten. 

### Angränsande countyn
- Craighead County - nord
- Mississippi County - öst
- Crittenden County - sydöst
- Cross County - syd
- Jackson County - väst